# Johannes Stumpf
Johannes Stumpf (Bruchsal, 1500 – Zurigo, 1576) è stato uno storico svizzero.
Parroco di Bubikon fu di sicuro il più fervente sostenitore di Zwingli e pregiato storico. Cercò di conciliare la storia locale svizzera con la storia europea, ma spesso invano. Fu anche storiografo del concilio di Costanza.

## Opere
- Schwytzer Chronica Auß der grossen in ein hādbuechle zuosamen gezogen: in welcher nach der jahrzal begriffen ist gemeiner loblicher Eydgnoschafft zeyt […] biß auff das jar […] 1546. […] Durch Johansen Stumpffen gestellt. Zürich: Christoph Froschauer 1554 (Digitalisat).
- Keÿser Heinrÿchs des vierdten […] fünfftzigjaerige Historia: von seinem laeben vnd thaaten: […] Durch Johann Stumpffen auß den alten waarhafften Latinischen Geschichtschreybern [=Vita Heinrici imperatoris] fleyssig zuosamen in Teütsche spraach gezogen mit schoenen Figuren beziert vnd in vier Buecher geteilt […]. Zürich: Christoph Froschauer 1556 (Digitalisat).
- Vom Jüngsten tag vn der Zuokunfft vnseres Herren Jesu Christi Ouch von dem Antichristen vnnd den zeichen vor den letsten tag künfftig. Item was vff dem selbigen tag volgen werde: namlich Vferstendtnuß der todten […] Alles vß dem klaren wort Gottes vnnd […] Biblischer geschrifft zusame gezogen vnd in vier Tractätlin geteilt. Zürich: Christoph Froschauer 1563 (Digitalisat).
- Die Dryzehen Ort der Loblichen Eydgnosschafft des alten Bundts hoher Teütscher Nation mit gar lustigen vnd schoenen Figuren abcontrafetet […]. Basel: Christoffel von Sichem 1573. Edition Baechtold: Zürich 1890 (=Neujahrsblatt der Stadtbibliothek in Zürich).